# Viile, Teleorman
Viile este un sat în comuna Scrioaștea din județul Teleorman, Muntenia, România. Se află în partea de vest a județului,  în Câmpia Găvanu-Burdea. La recensământul din 2002 avea o populație de 5 locuitori.